# Skolsystrarna de Notre Dame
Skolsystrarna de Notre Dame tillhör (i likhet med Assumptionssystrar) en organisation av kommuniteter - en kongregation - bestående av kanonissor (kvinnliga kaniker) som följer Augustinus klosterregel. De arbetar med att driva skolor. Kongregationen grundades 1803-04 av Julie Billiart (1751-1816) och Marie-Louise-Françoise Blin de Bourdon.